# Salers (Serradell)
Salers és un paratge format per camps de conreu del terme municipal de Conca de Dalt, a l'antic terme de Toralla i Serradell, al Pallars Jussà, en territori que havia estat del poble de Serradell.
Està situat al sud-est de Serradell, a la dreta de la llau de la Font, a migdia de la Feixa i a llevant de les Comes. A llevant seu i a l'esquerra de la llau de la Font hi ha les partides de la Borda, lo Rengueret i Olivella.